# Mesosemia philocles
Mesosemia philocles is een vlindersoort uit de familie van de prachtvlinders (Riodinidae) en de onderfamilie Riodininae.
De wetenschappelijke naam werd in 1758 gepubliceerd door Linnaeus in de tiende editie van Systema naturae.